# 朗谢尔
朗谢尔（法語：Lanchères，法語發音：[lɑ̃ʃɛʁ]）是法国上法蘭西大區索姆省的一个市镇，属于阿布维尔区。

## 地理
朗谢尔（50°9'31"N, 1°33'17"E）面积16.39 平方千米，位于法国上法蘭西大區索姆省，该省份为法国北部沿海省份，北起加来海峡省和北部省，西接滨海塞纳省和大西洋英吉利海峡，南至瓦兹省，东临埃纳省。
与朗谢尔接壤的市镇（或旧市镇、城区）包括：布吕泰勒、滨海卡约、庞代、圣布利蒙。
朗谢尔的时区为UTC+01:00、UTC+02:00（夏令时）。

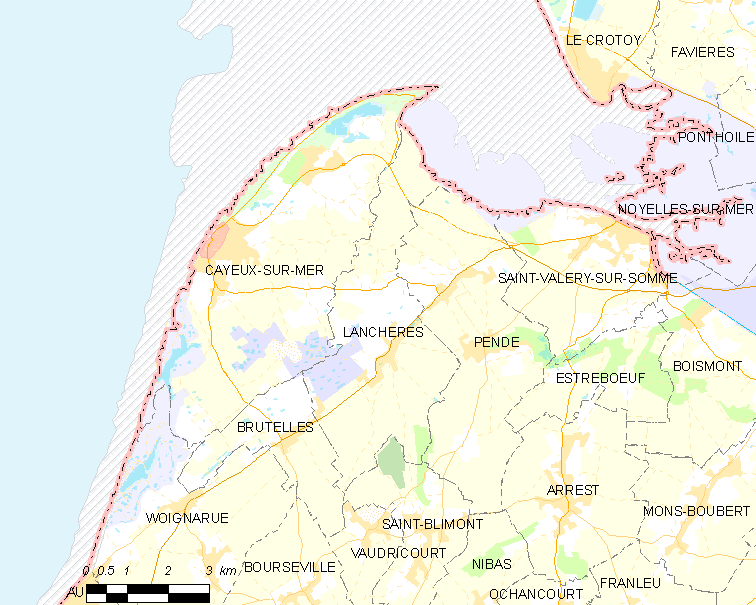
朗谢尔的OSM定位图

## 行政
朗谢尔的邮政编码为80230，INSEE市镇编码为80464。

## 政治
朗谢尔所属的省级选区为弗里维尔-埃斯卡博坦县。

## 人口

1962-2008年间朗谢尔人口变化图示

朗谢尔于2022年1月1日时的人口数量为889人。